# Jan Furtok
Jan Furtok (Katowice, 9 de marzo de 1962-Katowice, 26 de noviembre de 2024) fue un futbolista polaco.

## Trayectoria
Jugó en clubs como el GKS Katowice (Polonia), el Hamburger SV (Alemania) y el Eintracht Frankfurt (Alemania). Representó la selección nacional polaca, para la cual jugó 36 partidos consiguiendo 10 goles. Participó en el Mundial de Fútbol de 1986.
El 10 de enero de 2010 fue convocado al puesto del director técnico de la selección de Polonia.
Furtok había estado sufriendo de Alzheimer durante años. Fue diagnosticado en 2015. Furtok falleció el 26 de noviembre de 2024, a los 62 años. Póstumamente, el presidente de Polonia, Andrzej Duda, le otorgó la Cruz de Oficial de la Orden Polonia Restituta. Su funeral se llevó a cabo el 29 de noviembre de 2024 en el cementerio de la Parroquia de la Santísima Trinidad en Katowice. A la ceremonia asistieron figuras destacadas, incluyendo a Jan Urban, Jerzy Brzęczek, Lukas Podolski y representantes de GKS Katowice y Górnik Zabrze.

## Logros
- Ganador de la Copa de Polonia de 1986.
- Anotó 85 tantos en 209 partidos de la liga polaca y 60 en 188 partidos de la liga alemana.
- Jugó 36 partidos con la selección de Polonia donde anotó 10 tantos.
- El número 9, con el que jugaba en GKS Katowice, se convirtió en un número retirado que siempre le pertenecerá.

| N.º | Fecha      | Sede                                                    | Rival                | Marcador | Resultado | Torneo                                                       |
| --- | ---------- | ------------------------------------------------------- | -------------------- | -------- | --------- | ------------------------------------------------------------ |
| 1   | 11-12-1985 | Estadio Alsancak Mustafa Denizli, İzmir, Turquía        | Turquía              | 1–0      | 1–1       | Amistoso                                                     |
| 2   | 18-3-1987  | Municipal Stadium, Rybnik, Polonia                      | Finlandia            | 3–1      | 3–1       | Amistoso                                                     |
| 3   | 24-3-1987  | Olympic Stadium, Wrocław, Polonia                       | Noruega              | 1–0      | 4–1       | Amistoso                                                     |
| 4   | 24-8-1988  | Municipal Stadium, Białystok, Polonia                   | Bulgaria             | 2–0      | 3–2       | Amistoso                                                     |
| 5   | 21-9-1988  | Stadion der Freundschaft, Cottbus, Alemania Democrática | Alemania Democrática | 1–1      | 2–1       | Amistoso                                                     |
| 6   | 21-9-1988  | Stadion der Freundschaft, Cottbus, Alemania Democrática | Alemania Democrática | 2–1      | 2–1       | Amistoso                                                     |
| 7   | 2-5-1989   | Ullevaal Stadion, Oslo, Noruega                         | Noruega              | 1–0      | 3–0       | Amistoso                                                     |
| 8   | 2-5-1989   | Ullevaal Stadion, Oslo, Noruega                         | Noruega              | 2–0      | 3–0       | Amistoso                                                     |
| 9   | 16-10-1991 | Estadio Municipal de Poznan, Poznań, Polonia            | Irlanda              | 2–3      | 3–3       | clasificación para la Eurocopa 1992                          |
| 10  | 28-4-1993  | Estadio Widzew Łódź, Łódź, Polonia                      | San Marino           | 1–0      | 1–0       | clasificación de UEFA para la Copa Mundial de Fútbol de 1994 |